# Nepal i olympiska sommarspelen 1984
Nepal deltog i de olympiska sommarspelen 1984 med en trupp, men ingen av landets deltagare erövrade någon medalj.

## Friidrott
Herrarnas 400 meter
- Pushpa Raj Ojha
  - Heat — 52,12 (→ gick inte vidare)

Herrarnas maraton
- Baikuntha Manandhar — 2:22:52 (→ 46:e plats)
- Arjun Pandit — 2:32:53 (→ 63:e plats)
- Amira Prasad Yadal — 2:38:10 (→ 69:e plats)